# Паралімпійський біатлон

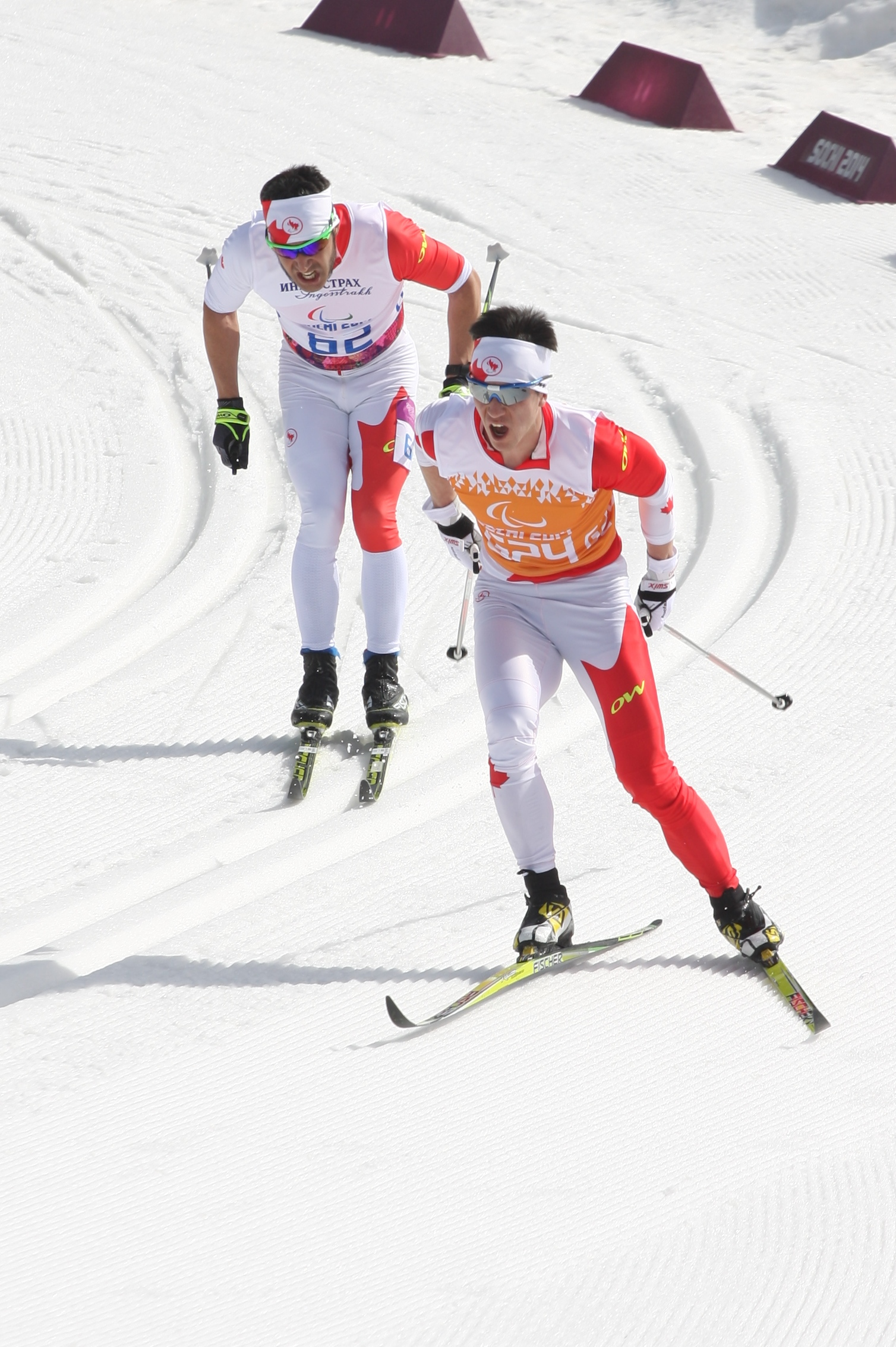
На Паралімпійських іграх у 2014 році

Паралімпійський біатлон — різновид біатлону для людей з інвалідністю.
Вперше такі змагання були проведені на Паралімпійських іграх 1988 в Інсбруку (Австрія).
На Паралімпійських іграх 1994 року у норвезькому Ліллехаммері паралімпійський біатлон вперше ввійшов в офіційну програму змагань. Тоді ж на Олімпійських та Паралімпійських іграх почали використовувати одну й ту ж трасу для проведення змагань з лижних гонок та біатлону. 

## Спеціальне спортивне обладнання
Незрячі і слабозорі спортсмени при стрільбі використовують рушниці, оснащені електронно-акустичними окулярами. Чим ближче приціл до цілі, тим голосніше сигнал.
Для людей з ослабленим зором використовують мішені діаметром 30 мм, для людей з іншими видами інвалідності — 20 мм.
Спортсмени з відповідними фізичними обмеженими можливостями використовують спеціально сконструйоване крісло, яке кріпиться до пари лиж. Такі лижі коротше звичайних і приєднуються до крісла з допомогою звичайних кріплень, використовують також і в лижних гонках.
Спортсмени з ампутаціями можуть користуватися чиєюсь підтримкою під час стрільби.